# دوای آرد و روغن
دوای آرد و روغن نام یکی از غذاهای ارسنجان است که برای تهیه آن به آرد، روغن، شکر و خرده نبات و داروی چهل گیاه که عبارت بود از ( زردچوبه، زنجبیل، دارچین، خسرودار، گل جوز، فلفل سیاه، گل خرفه، قرص کمر، فوفل، اگر ترکی، بهمن پیچ، دهان باز، دهان بسته، سیاهدانه، زیره سبز، زیره کرمانی، گل خزر، دار فلفل، هل، میخک، ریوند چینی، چشم خروس احتیاج است.
این دارو یا در اصل حلوا که هنوز در بین ارسنجانیها وجود دارد دونوع کاربرد اساسی داشته، اول، برای تازه دامادها که روز بعد عروسی انها بود که همراه شعرهای ارسنجونی(واسونک) داخل سینی برای زوج میاوردند البته برای داماد.
وکاربرد دوم برای زنهای تازه فارغ شده، چون این حلوا(دارو) طبع بسیار گرم وتر دارد برای بازیابی قوای ازدست رفته بسیار مفید است.
البته زیاده روی در ان که طعم بسیار مطبوعی دارد باعث عوارض زیادی میشود.